# Cratere Adaiah
Adaiah  è un cratere sulla superficie di Venere.